# Desa Setiajaya (administrativ by i Indonesien, lat -6,07, long 107,13)
Desa Setiajaya är en administrativ by i Indonesien.   Den ligger i provinsen Jawa Barat, i den västra delen av landet, 40 km nordost om huvudstaden Jakarta.